# Epidendrum juergensenii
Epidendrum juergensenii är en orkidéart som beskrevs av Heinrich Gustav Reichenbach. Epidendrum juergensenii ingår i släktet Epidendrum och familjen orkidéer. Inga underarter finns listade i Catalogue of Life.